# Fábrica de cementos Asland (Córdoba)
La fábrica de cementos Asland es un complejo arquitectónico situado en el municipio español de Córdoba, en la provincia homónima. Las instalaciones fueron inauguradas a comienzos del siglo XX y se mantienen operativas en la actualidad bajo dirección de la empresa Cementos Cosmos.

## Características
La fábrica se encuentra situada al Este del casco urbano, en la avenida Agrupación de Córdoba, dentro de una parcela de 16,5 hectáreas. En sus orígenes se encontraba situada a las afueras de la ciudad, cerca de las canteras de piedras de las cuales obtenía la materia prima para la producción de cementos. Las primeras instalaciones se construyeron en 1929 según un proyecto del arquitecto Rafael de la Hoz Saldaña, levantándose las naves y oficinas de mayor antigüedad del complejo. Durante las siguientes décadas se añadieron nuevas construcciones, con tolvas, conductos y almacenes.